# Salem Al-Dawsari
Salem Mohammed Shafi Al-Dawsari (tiếng Ả Rập: سالم محمد شافي الدوسري) sinh ngày 19 tháng 8 năm 1991 tại Jeddah, là một cầu thủ bóng đá người Ả Rập Xê Út đang chơi ở vị trí tiền vệ cánh cho Al-Hilal và Đội tuyển bóng đá quốc gia Ả Rập Xê Út.

## Sự nghiệp câu lạc bộ

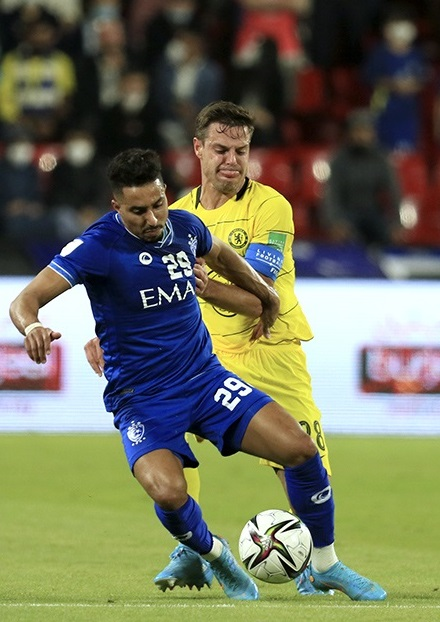
Al-Dawsari (bên trái) và César Azpilicueta của Chelsea trong một pha tranh chấp tại FIFA Club World Cup 2021

Al-Dawsari gia nhập Al Hilal với tư cách là một cầu thủ trẻ. Năm 2018, như một phần của thỏa thuận giữa Liên đoàn bóng đá Ả Rập Saudi và La Liga, anh gia nhập câu lạc bộ Tây Ban Nha Villarreal dưới dạng cho mượn. Anh ấy đã có một lần ra sân ở Tây Ban Nha, vào sân thay người trong trận đấu với Real Madrid khi Villareal đến từ phía sau để hòa 2–2.
Trong trận lượt về chung kết AFC Champions League 2019 vào ngày 24 tháng 11, Al-Dawsari đã ghi bàn mở tỷ số trong chiến thắng chung cuộc 2–0 trên sân khách trước Urawa Red Diamonds, giúp Al-Hilal giành chức vô địch danh hiệu sau chiến thắng chung cuộc 3–0; danh hiệu này đã giúp họ đủ điều kiện tham dự FIFA Club World Cup 2019.
Vào ngày 7 tháng 2 năm 2023, Al-Dawsari ghi hai quả phạt đền trong chiến thắng 3–2 trước Flamengo trong trận bán kết 2022 FIFA Club World Cup, trong đó câu lạc bộ của anh ấy lọt vào trận chung kết cho lần đầu tiên trong lịch sử của họ.

## Sự nghiệp quốc tế
Al-Dawsari được triệu tập lên Đội tuyển quốc gia Ả Rập Xê Út thi đấu tại Vòng loại FIFA World Cup 2014, và ghi bàn thắng quốc tế đầu tiên trong trận đấu trên sân khách với Australia vào năm 2012. Vào tháng 5 năm 2018, anh có tên trong vòng sơ loại của đội hình Ả Rập Xê Út tham dự FIFA World Cup 2018 ở Nga. Vào ngày 25 tháng 6, Al-Dawsari ghi một bàn thắng ở phút 90+5 giúp đội bóng của anh giành chiến thắng 2-1 trước Ai Cập trong trận đấu cuối cùng ở vòng bảng tại World Cup.
Vào ngày 22 tháng 11 năm 2022, Al-Dawsari ghi bàn thắng thứ hai tại FIFA World Cup, bàn thắng đầu tiên của anh là tại mùa bóng 2018 ở Nga, trong trận đấu với Argentina. Anh ấy thực hiện một pha chạy vòng quanh vòng cấm trước khi dứt điểm vào lưới thủ thành Emiliano Martínez để đưa Ả Rập Xê Út dẫn trước với tỷ số 2–1. Qua đó, đem về chiến thắng lịch sử của Ả Rập Xê Út trước Argentina . Vào ngày 30 tháng 11, anh ghi một bàn thắng vào lưới Mexico, qua đó anh cân bằng kỷ lục cầu thủ ghi nhiều bàn thắng nhất của một cầu thủ Ả Rập Xê Út tại các kỳ World Cup với ba bàn thắng bằng với Sami Al-Jaber, nhưng bàn thắng đó không thể đưa Ả Rập Xê Út vượt qua vòng bảng của FIFA World Cup năm đó khi để thua 1–2 trước Mexico.

## Thống kê sự nghiệp

### Câu lạc bộ
Tính đến 31 tháng 1 năm 2025
| Câu lạc bộ          | Mùa giải            | Giải đấu            | Giải đấu | Giải đấu | King's Cup | King's Cup | Crown Prince Cup | Crown Prince Cup | Châu Á | Châu Á | Khác | Khác | Tổng cộng | Tổng cộng |
| Câu lạc bộ          | Mùa giải            | Hạng đấu            | Trận     | Bàn      | Trận       | Bàn        | Trận             | Bàn              | Trận   | Bàn    | Trận | Bàn  | Trận      | Bàn       |
| ------------------- | ------------------- | ------------------- | -------- | -------- | ---------- | ---------- | ---------------- | ---------------- | ------ | ------ | ---- | ---- | --------- | --------- |
| Al Hilal            | 2011–12             | SPL                 | 13       | 2        | 4          | 1          | 4                | 0                | 7      | 1      | —    | —    | 28        | 4         |
| Al Hilal            | 2012–13             | SPL                 | 18       | 3        | 1          | 0          | 2                | 0                | 8      | 2      | —    | —    | 29        | 5         |
| Al Hilal            | 2013–14             | SPL                 | 21       | 4        | 3          | 0          | 4                | 1                | 8      | 2      | —    | —    | 36        | 7         |
| Al Hilal            | 2014–15             | SPL                 | 18       | 3        | 2          | 1          | 3                | 0                | 10     | 0      | —    | —    | 33        | 4         |
| Al Hilal            | 2015–16             | SPL                 | 14       | 3        | 2          | 0          | 2                | 0                | 11     | 1      | 0    | 0    | 29        | 4         |
| Al Hilal            | 2016–17             | SPL                 | 17       | 2        | 4          | 2          | 2                | 0                | 5      | 1      | 1    | 0    | 29        | 5         |
| Al Hilal            | 2017–18             | SPL                 | 13       | 4        | 0          | 0          | —                | —                | 6      | 0      | —    | —    | 19        | 4         |
| Al Hilal            | 2018–19             | SPL                 | 23       | 5        | 1          | 0          | —                | —                | 2      | 0      | 11   | 0    | 37        | 5         |
| Al Hilal            | 2019–20             | SPL                 | 20       | 4        | 3          | 1          | —                | —                | 12     | 3      | 3    | 1    | 38        | 9         |
| Al Hilal            | 2020–21             | SPL                 | 24       | 8        | 1          | 0          | —                | —                | 2      | 0      | 1    | 0    | 28        | 8         |
| Al Hilal            | 2021–22             | SPL                 | 22       | 9        | 2          | 2          | –                | –                | 8      | 5      | 4    | 2    | 36        | 18        |
| Al Hilal            | 2022–23             | SPL                 | 14       | 4        | 2          | 0          | —                | —                | 4      | 2      | 4    | 2    | 24        | 8         |
| Al Hilal            | 2023–24             | SPL                 | 27       | 14       | 3          | 0          | —                | —                | 10     | 6      | 8    | 4    | 48        | 24        |
| Al Hilal            | 2024–25             | SPL                 | 17       | 3        | 2          | 1          | —                | —                | 6      | 4      | 2    | 0    | 27        | 8         |
| Al Hilal            | Tổng cộng           | Tổng cộng           | 261      | 68       | 30         | 8          | 17               | 1                | 99     | 27     | 34   | 9    | 441       | 113       |
| Villarreal (mượn)   | 2017–18             | La Liga             | 1        | 0        | —          | —          | —                | —                | —      | —      | —    | —    | 1         | 0         |
| Tổng cộng sự nghiệp | Tổng cộng sự nghiệp | Tổng cộng sự nghiệp | 262      | 68       | 30         | 8          | 17               | 1                | 99     | 27     | 34   | 9    | 442       | 113       |

1. 1 2 3  Số lần ra sân tại Saudi Super Cup
2. ↑  Chín lần ra sân tại Arab Club Champions Cup, một lần ra sân tại Saudi Super Cup, một lần ra sân tại Saudi-Egyptian Super Cup
3. ↑  Số lần ra sân tại FIFA Club World Cup
4. ↑  Ba lần ra sân và một bàn thắng tại FIFA Club World Cup, một lần ra sân và một bàn thắng tại Saudi Super Cup
5. ↑  Ba lần ra sân và hai bàn thắng tại FIFA Club World Cup, một lần ra sân tại Saudi Super Cup
6. ↑  Sáu lần ra sân và hai bàn thắng tại Arab Club Champions Cup, hai lần ra sân và hai bàn thắng tại Saudi Super Cup

### Quốc tế
Tính đến 9 tháng 1 năm 2025
| Đội tuyển quốc gia | Năm       | Trận | Bàn |
| ------------------ | --------- | ---- | --- |
| Ả Rập Xê Út        | 2012      | 2    | 1   |
| Ả Rập Xê Út        | 2013      | 7    | 0   |
| Ả Rập Xê Út        | 2014      | 9    | 1   |
| Ả Rập Xê Út        | 2015      | 4    | 0   |
| Ả Rập Xê Út        | 2016      | 0    | 0   |
| Ả Rập Xê Út        | 2017      | 5    | 2   |
| Ả Rập Xê Út        | 2018      | 14   | 3   |
| Ả Rập Xê Út        | 2019      | 9    | 4   |
| Ả Rập Xê Út        | 2020      | 1    | 1   |
| Ả Rập Xê Út        | 2021      | 8    | 4   |
| Ả Rập Xê Út        | 2022      | 13   | 3   |
| Ả Rập Xê Út        | 2023      | 6    | 3   |
| Ả Rập Xê Út        | 2024      | 16   | 2   |
| Tổng cộng          | Tổng cộng | 94   | 24  |

Tỉ số và kết quả liệt kê bàn thắng của Ả Rập Xê Út (bao gồm một bàn thắng không chính thức).
| #   | Ngày                 | Địa điểm                                                      | Đối thủ           | Bàn thắng | Kết quả | Giải đấu                          |
| --- | -------------------- | ------------------------------------------------------------- | ----------------- | --------- | ------- | --------------------------------- |
| 1.  | 29 tháng 2 năm 2012  | Sân vận động Melbourne Rectangular, Melbourne, Úc             | Úc                | 1–0       | 2–4     | Vòng loại World Cup 2014          |
| 2.  | 23 tháng 11 năm 2014 | Sân vận động Nhà vua Fahd, Riyadh, Ả Rập Xê Út                | UAE               | 3–2       | 3–2     | Cúp bóng đá vịnh Ả Rập 2014       |
| 3.  | 8 tháng 6 năm 2017   | Adelaide Oval, Adelaide, Úc                                   | Úc                | 1–1       | 2–3     | Vòng loại World Cup 2018          |
| 4.  | 7 tháng 10 năm 2017  | Thành phố Thể thao Nhà vua Abdullah, Jeddah, Ả Rập Xê Út      | Jamaica           | 1–0       | 5–2     | Giao hữu                          |
| 5.  | 15 tháng 5 năm 2018  | La Cartuja, Sevilla, Tây Ban Nha                              | Hy Lạp            | 1–0       | 2–0     | Giao hữu                          |
| 6.  | 25 tháng 6 năm 2018  | Volgograd Arena, Volgograd, Nga                               | Ai Cập            | 2–1       | 2–1     | FIFA World Cup 2018               |
| 7.  | 10 tháng 9 năm 2018  | Sân vận động Hoàng tử Faisal bin Fahd, Riyadh, Ả Rập Xê Út    | Bolivia           | 2–0       | 2–2     | Giao hữu                          |
| 8.  | 8 tháng 1 năm 2019   | Sân vận động Rashid, Dubai, UAE                               | CHDCND Triều Tiên | 3–0       | 4–0     | AFC Asian Cup 2019                |
| 9.  | 5 tháng 9 năm 2019   | Sân vận động Hoàng tử Mohamed bin Fahd, Dammam, Ả Rập Xê Út   | Mali              | 1–1       | 1–1     | Giao hữu                          |
| 10. | 10 tháng 9 năm 2019  | Sân vận động Quốc gia Bahrain, Riffa, Bahrain                 | Yemen             | 2–2       | 2–2     | Vòng loại FIFA World Cup 2022     |
| 11. | 14 tháng 11 năm 2019 | Sân vận động Pakhtakor, Tashkent, Uzbekistan                  | Uzbekistan        | 3–2       | 3–2     | Vòng loại FIFA World Cup 2022     |
| 12. | 14 tháng 11 năm 2020 | Sân vận động Hoàng tử Faisal bin Fahd, Riyadh, Ả Rập Xê Út    | Jamaica           | 1–0       | 3–0     | Giao hữu                          |
| 13. | 30 tháng 3 năm 2021  | Sân vận động Đại học Nhà vua Saud, Riyadh, Ả Rập Xê Út        | Palestine         | 5–0       | 5–0     | Vòng loại FIFA World Cup 2022     |
| 14. | 5 tháng 6 năm 2021   | Sân vận động Đại học Nhà vua Saud, Riyadh, Ả Rập Xê Út        | Yemen             | 1–0       | 3–0     | Vòng loại FIFA World Cup 2022     |
| 15. | 11 tháng 6 năm 2021  | Sân vận động Đại học Nhà vua Saud, Riyadh, Ả Rập Xê Út        | Singapore         | 1–0       | 3–0     | Vòng loại FIFA World Cup 2022     |
| 16. | 2 tháng 9 năm 2021   | Sân vận động Đại học Nhà vua Saud, Riyadh, Ả Rập Xê Út        | Việt Nam          | 1–1       | 3–1     | Vòng loại FIFA World Cup 2022     |
| 17. | 29 tháng 3 năm 2022  | Thành phố Thể thao Nhà vua Abdullah, Jeddah, Ả Rập Xê Út      | Úc                | 1–0       | 1–0     | Vòng loại FIFA World Cup 2022     |
| 18. | 22 tháng 11 năm 2022 | Sân vận động Lusail Iconic, Lusail, Qatar                     | Argentina         | 2–1       | 2–1     | FIFA World Cup 2022               |
| 19. | 30 tháng 11 năm 2022 | Sân vận động Lusail Iconic, Lusail, Qatar                     | México            | 1–2       | 1–2     | FIFA World Cup 2022               |
| 20. | 24 tháng 3 năm 2023  | Sân vận động Hoàng tử Abdullah Al Faisal, Jeddah, Ả Rập Xê Út | Venezuela         | 1–2       | 1–2     | Giao hữu                          |
| 21. | 28 tháng 3 năm 2023  | Sân vận động Hoàng tử Abdullah Al Faisal, Jeddah, Ả Rập Xê Út | Bolivia           | 1–1       | 1–2     | Giao hữu                          |
| 22. | 17 tháng 10 năm 2023 | Sân vận động Municipal de Portimão, Portimão, Bồ Đào Nha      | Mali              | 1–2       | 1–3     | Giao hữu                          |
| 23. | 21 tháng 3 năm 2024  | Sân vận động Đại học Nhà vua Saud, Riyadh, Ả Rập Xê Út        | Tajikistan        | 1–0       | 1–0     | Vòng loại FIFA World Cup 2026     |
| 24. | 28 tháng 12 năm 2024 | Sân vận động Quốc tế Jaber Al-Ahmad, Thành phố Kuwait, Kuwait | Iraq              | 1–0       | 3–1     | Cúp bóng đá vịnh Ả Rập lần thứ 26 |

## Danh hiệu
Al-Hilal
- Saudi Pro League: 2016–17, 2019–20,[11] 2020–21, 2021–22, 2023–24
- King's Cup: 2015, 2017, 2019–20, 2022–23, 2023–24
- Crown Prince Cup: 2011–12, 2012–13, 2015–16
- Saudi Super Cup: 2015, 2018, 2021,  2023,[12] 2024[13]
- AFC Champions League: 2019, 2021